# Cserépfalu
Cserépfalu là một thị trấn thuộc hạt Borsod-Abaúj-Zemplén, Hungary. Thị trấn này có diện tích 44,66 km², dân số năm 2010 là 1033 người, mật độ 23 người/km².